# Burleigh Castle

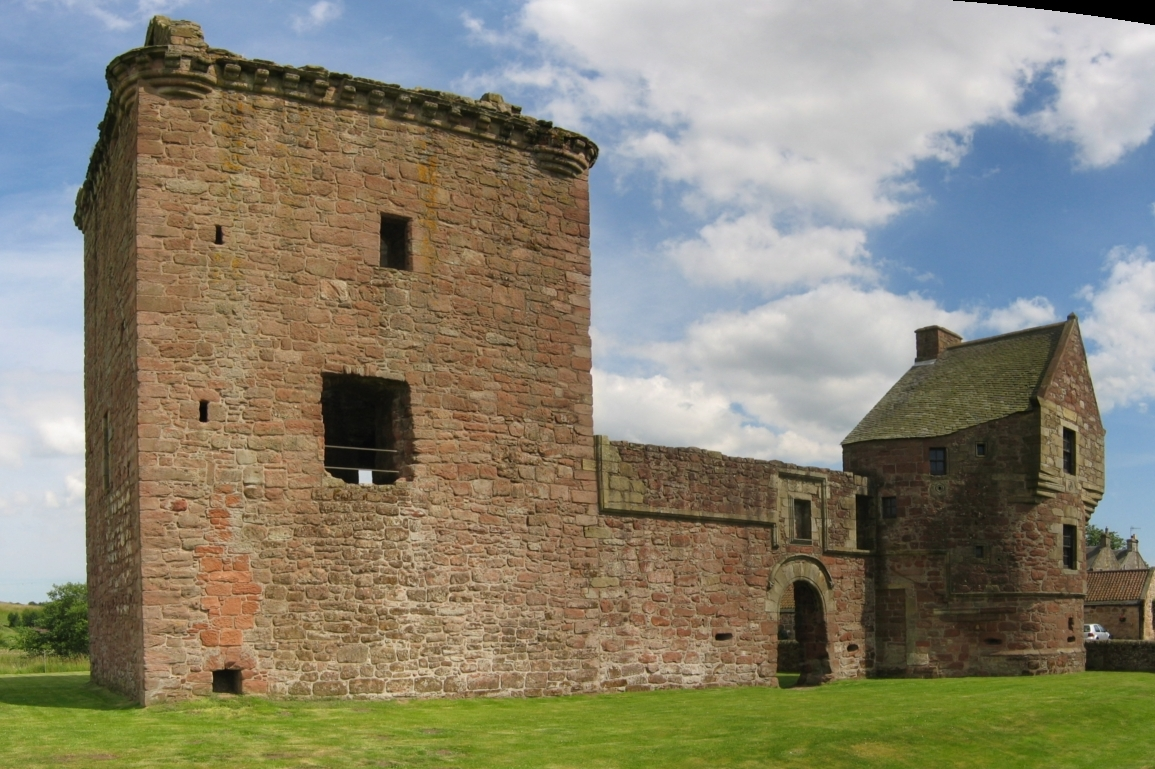
Westfassade der Ruine von Burleigh Castle. Das ursprüngliche Torhaus ist links.

Burleigh Castle ist eine Burgruine am Ortsrand von Milnathort, etwa 2,5 km nördlich von Kinross in der schottischen Council Area Perth and Kinross. Die Burg stammt aus dem 15. und 16. Jahrhundert. Ihre Ruine steht heute am Rande der Fernstraße A911 gegenüber einer Siedlung aus dem 19. Jahrhundert, die kürzlich in ein Neubaugebiet umgewandelt wurde.
Die Ruine ist als Scheduled Monument denkmalgeschützt.

## Geschichte
Das Gelände von Burleigh Castle gehörte seit 1446 den Balfours; John Balfour aus Balgarvie hatte es von König Jakob II. erhalten. Ende des 15. oder Anfang des 16. Jahrhunderts wurde darauf ein Wohnturm errichtet. Sir James Balfour aus Pittendreich ließ die Burg Ende des 16. Jahrhunderts erweitern, indem er eine Kurtine, einen Eckturm und weitere Nebengebäude hinzufügen ließ. 1607 wurde Sir Michael Balfour zum Lord Balfour of Burleigh erhoben und damit in den Hochadel aufgenommen.
Man erzählt sich, dass Robert Balfour vor seiner Ernennung zum 5. Lord nur knapp dem Tode entging, als er 1707 wegen Mordes an dem Schulmeister von Inverkeithing zum Tode durch Köpfen verurteilt wurde. Der Schulmeister hatte das Pech, Balfours Jugendliebe geheiratet zu haben. Nachdem Balfour vom Tolbooth in Edinburgh geflohen war, schloss er sich der jakobitischen Sache an, und rief den „Old Pretender“, James Stuart, in Lochmaben als König aus. Er beteiligte sich am Jakobitenaufstand 1715, nach dessen Niederschlagung er für vogelfrei erklärt wurde und seine Ländereien an die Krone fielen. Er starb 1757 im Exil in Frankreich.
Die Krone verlehnte die Burg an die Irwins, dann fiel sie an die Grahams aus Kinross. Heute ist die Ruine ein Scheduled Monument in der Verwaltung von Historic Scotland. Sie ist kostenlos zu besichtigen; der Schlüssel ist im Nachbarhaus erhältlich.
Der örtliche Dichter Michael Bruce ließ sich von Burleigh Castle und Arnot Tower inspirieren und schrieb 1760 das Gedicht „The Lovers“; es erzählt die Geschichte von Henry und Harriet der verfeindeten Familien Arnot und Balfour, die angeblich auf Burleigh Castle flohen.

## Architektur

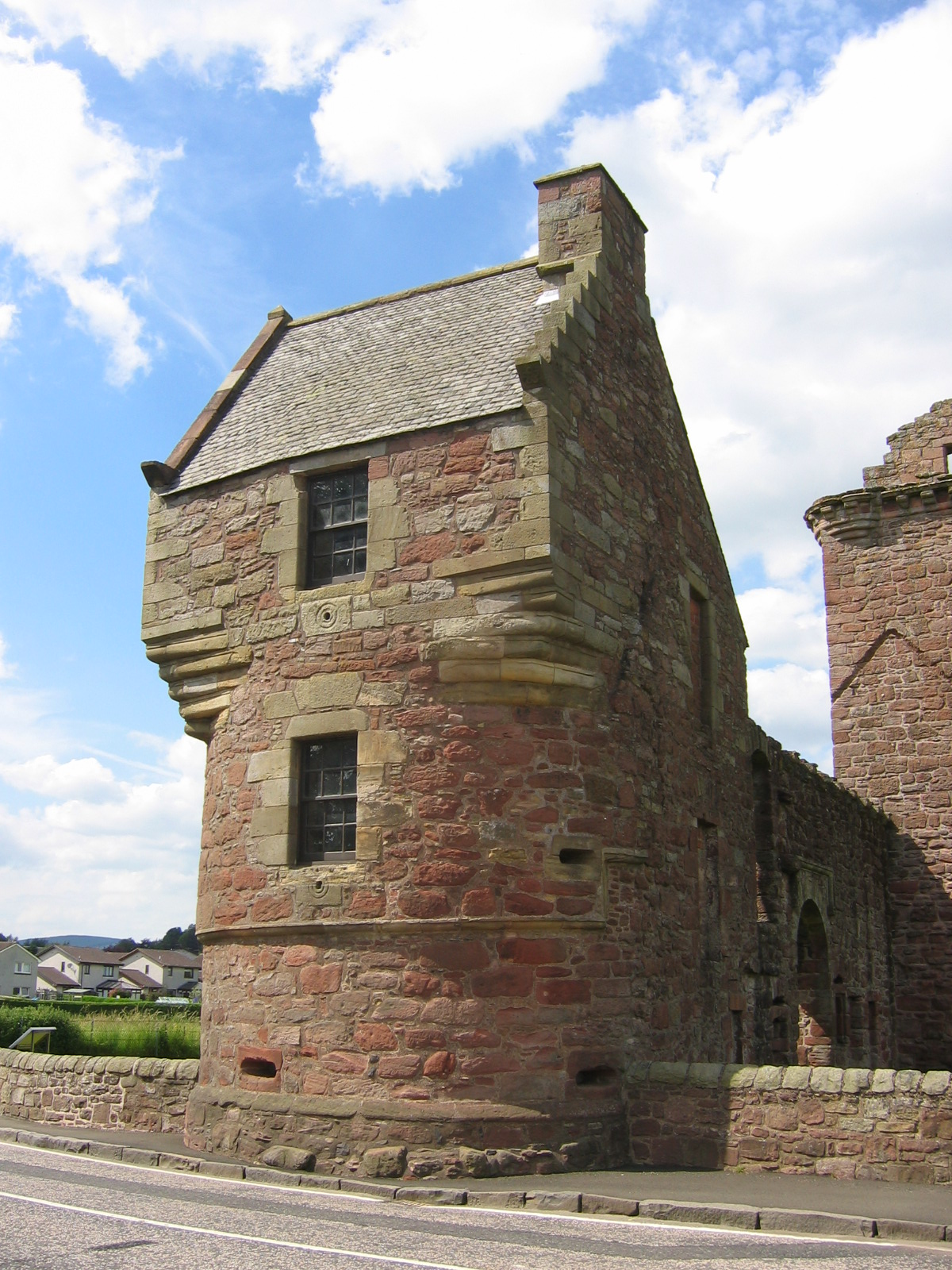
Südwestturm von Burleigh Castle

Die Überreste der Burg bestehen aus dem westlichen Teil eines ehemals quadratischen Hofes. In der Nordwestecke ist der ehemalige Wohnturm größtenteils intakt erhalten geblieben (wenn auch eines der Fenster im ersten Obergeschoss stark „vergrößert“ wurde); er hat drei Vollgeschosse und ein Dachgeschoss. Die 1,5 Meter dicken Mauern steigen bis zu Konsolen auf, die einst den Brüstungsumgang abstützten. Dach und Zwischendecken existieren heute nicht mehr, nur das gewölbte Untergeschoss ist erhalten. Die Wendeltreppe in der Nordostecke führte ursprünglich hinauf zum Caphouse und vermittelte den Zugang zum Brüstungsumgang.
Südwestlich davon befindet sich ein Eckturm aus dem 16. Jahrhundert, zwei Stockwerke über dem Keller hoch mit noch erhaltenem Dach. Unten hat der Turm einen runden Querschnitt, oben ist ein Aufsatz mit quadratischem Querschnitt angebracht. Dabei handelt es sich um ein besonders schönes Beispiel des Scottish Baronial Style dieser Zeit. Das Mauerwerk ist sehr gut erhalten. Sowohl dieser Turm als auch der Donjon haben Schießscharten um ihre Basen, sodass Angreifer abgewehrt werden konnten. Der Eckturm hat kleine, runde Pistolenlöcher auf der Höhe des Caphouse, auch wenn diese eher aus dekorativen als aus verteidigungstechnischen Gründen dort angebracht sein dürften. In den nördlichen Giebel ist die Jahreszahl 1582 eingemeißelt, ebenso wie die Initialen SIB und MB (für Sir James Balfour und seine Gattin Margaret Balfour). Beide Türme sind durch einen Abschnitt der Kurtine miteinander verbunden, in der sich ein Torbogen befindet. Auch wenn dieses Bauteil heute nur noch aus einer dünnen Schicht Mauerwerk besteht, so lag diese doch einst vor einem zweistöckigen Torhaus. Mit seinem Mauerwerksband, seiner Verdachung über der Toreinfahrt und seiner Ummauerung eines früheren Wappens ist diese Mauer ein exzellentes Beispiel für kleine, aber raffinierte Architekturdetails dieser Zeit in Schottland (vermutlich zeitgenössisch mit dem runden Eckturm). Ein Verteidigungsgraben könnte in der Vergangenheit die Einfriedung umgeben haben.